# ساوث یارا، ویکتوریا
ساوث یارا (به انگلیسی: South Yarra) یک حومه شهر در استرالیا است که در ویکتوریا (استرالیا) واقع شده‌است.